# 巴林护照
巴林護照，是由巴林政府向該國公民發出的旅行證件，以供其在外國出入境之用。
巴林護照在全球有效，並可按相關簽證要求在各國出入境。

## 歷史
雖然巴林要到1971年才正式脫離英國保護，但早於1928年就成立了自己的移民部門，並在翌年開始簽發巴林護照 。
在巴林完全獨立後，《護照法》於1975年開始實行，規範了巴林護照的類別和簽發，而相關法規亦歷經若干次修訂。
自1990年代至今，巴林護照歷經三個版本，而現行版本分別為2001及2012年版。

### 護照版本

#### 2001年前的護照
於2001年前發行的巴林普通護照，均採用紅色封面，而內頁的次序由右至左，與現行的巴林護照大致相若。
而在國名方面，此等護照封面則標示為「巴林政府」而非「巴林王國」，並採用巴林政府徽章而非國徽。
由於新版護照在2001-02年間面世，此版本的護照早已不再簽發。

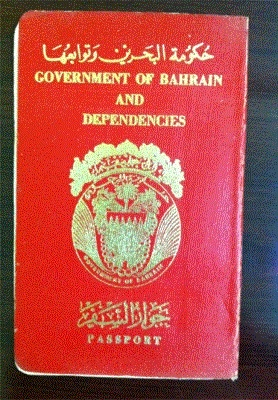
2001年前發行的巴林護照封面

#### 2001年版護照
自2001年起，巴林國籍、護照及居留權局開始分兩階段推出新版護照：在第一階段，巴林政府率先於2001年1月1日起，發行新版本的外交及公務護照。而在第二階段推出的普通護照，則於翌年的10月1日才發行。
新版普通護照封面顏色及開頁設計不變。但與上一代護照比較，「巴林政府」字樣及政府徽號，由正式的國號「巴林王國」及國徽取代；此外，2001年版護照亦加入不少的新防偽措施，例如紫外螢光墨水、附有防偽膜的個人資料頁等，而內頁資料改為可機讀格式。
目前巴林簽發的普通及公務護照仍為此版本，但外交護照則簽發至2011年12月31日為止。

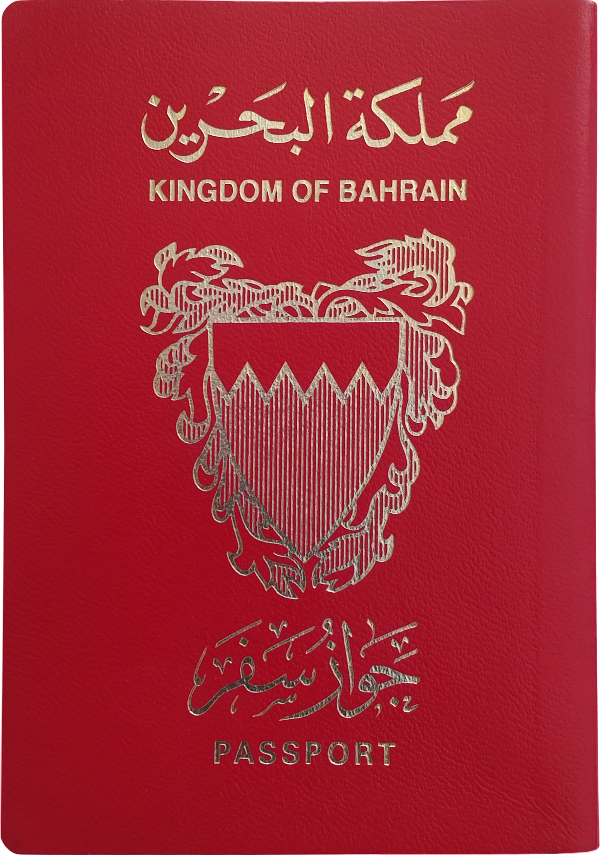
現行2001年版普通護照封面
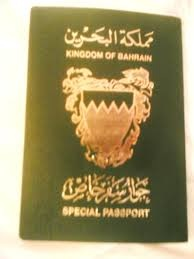
現行2001年版特別（公務）護照封面

#### 2012年版護照
2012年1月1日起，巴林國籍、護照及居留權局開始發行新一版的護照，是為2012年版護照。
與其他版本不同，2012年版巴林護照只設外交護照，其他類別的仍採用2001年版本。
此等護照的封面改動不大，但請求頁位置改於封面後第一頁，而個人資料頁則取消了國徽。此外，每頁的防偽水印亦與2001年版護照不同。

## 類別
根據巴林《護照法》的規定，現行巴林護照分為兩個類別：
- 普通護照（紅色）：簽發予一般巴林公民。
- 特別護照（綠色）：簽發予皇室及各級官員，並再細分為下列類別：
  - 外交護照：簽發予特定的高級官員及皇室成員，包括：
    - 國王及王儲
    - 內閣成員
    - 國會議長
    - 外交官及其21歲以下家屬

  - 公務護照：簽發予非外交官及其21歲以下家屬。

## 申請程序
申請或續領巴林護照主要經由政府電子平台進行，只有國外簽發才需要使用紙本申請表。
在國內續領護照時，申請人只需登入自己在政府電子平台上的帳戶，並進行登記手續。在繳費成功後，申請人會獲發確認短訊，並需依時攜帶舊護照前往國籍、護照及居留權局領取新護照。
而在國外申請時，申請人則需要向巴林駐外機構提交以下文件：
- 已簽署的護照申請信
- 已填妥的申請表
- 兩張近照
- 合法旅居外國的證明
- 舊護照副本
- 回郵信封

截至2020年，在國內辦理巴林護照的費用如下：
- 64歲以下：10 BD
- 65歲以上：5 BD

所有費用必須以信用卡或扣帳卡支付。

## 護照內容

### 個人資料頁
所有內容均以阿拉伯文及英文對照印刷，詳列如下：
- 相片
- 證件類別（P/D/O）
- 國家代碼（BHR）
- 姓名
- 護照編號（七位數字）
- 性別
- 國籍（bahraini）
- 生日
- 出生地
- 職業
- 簽發日
- 到期日
- 身份證編號
- 持證人簽署
- 機讀區

### 請求頁
請求頁設於整本護照的封底（而2012年版外交護照為封面後第一頁），內容大致如下：
阿拉伯語：
|  |

英語：
|  |

中文語意如下：
| 以巴林王國國王名義，茲請巴林王國、其駐外代表及其代理人，以及外國政府准予持照人通行無礙，並在需要時予以協助及保護。 |

而在請求頁底部，則有國籍、護照及居留權局局長簽署，一般以預印方式印上。

### 簽證頁
簽證頁上有一個輻射狀圖案，圓形中間印有頁碼。除此之外，每頁均有巴林國徽的水印圖案，並以紫外螢光墨水印上巴林名勝。
所有護照均設有64頁。

## 旅行待遇
由於2017年卡塔爾外交危機，巴林公民於同年6月5日起，曾一度被禁止憑藉護照入境卡塔爾。回國時一經發現有卡塔爾的出入境印章，護照將會被沒收，而且會被禁止續領護照。至2021年1月，由於卡塔爾與其他海灣國家達成諒解協議，因此上述限制自同月5日起撤銷。
根据2025年1月8日发布的亨利护照指数，巴林护照可免签证、落地签证或电子签证入境87个国家和地区，位居世界第58，与巴布亚新几内亚、沙特阿拉伯护照并列。

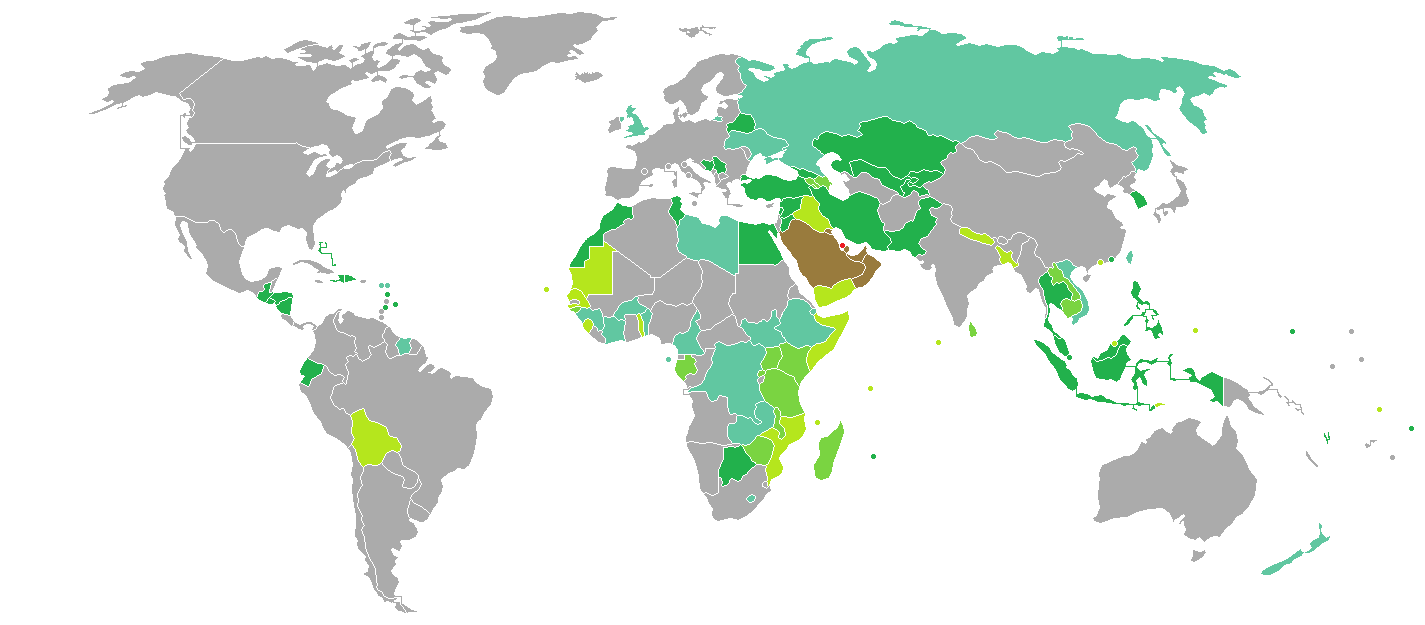
巴林普通護照簽證要求
巴林
可自由遷徙
免簽證
落地簽證
電子簽證
需要簽證